# فراتوم
فراتوم (انگلیسی: Ferratum) شرکت خدمات مالی فنلاندی است، که در سال ۲۰۰۵ تأسیس شد.